# Parkway
Parkway és una població dels Estats Units a l'estat de Missouri. Segons el cens del 2000 tenia 280 habitants.

## Demografia
Segons el cens del 2000, Parkway tenia 280 habitants, 111 habitatges, i 83 famílies. La densitat de població era de 348,7 habitants per km².
Dels 111 habitatges en un 36% hi vivien nens de menys de 18 anys, en un 61,3% hi vivien parelles casades, en un 8,1% dones solteres, i en un 25,2% no eren unitats familiars. En el 20,7% dels habitatges hi vivien persones soles el 9,9% de les quals corresponia a persones de 65 anys o més que vivien soles. El nombre mitjà de persones vivint en cada habitatge era de 2,52 i el nombre mitjà de persones que vivien en cada família era de 2,94.
Per edats la població es repartia de la següent manera: un 26,8% tenia menys de 18 anys, un 6,4% entre 18 i 24, un 26,8% entre 25 i 44, un 21,4% de 45 a 60 i un 18,6% 65 anys o més.
L'edat mediana era de 37 anys. Per cada 100 dones de 18 o més anys hi havia 93,4 homes.
La renda mediana per habitatge era de 28.929 $ i la renda mediana per família de 35.357 $. Els homes tenien una renda mediana de 31.172 $ mentre que les dones 20.804 $. La renda per capita de la població era de 16.535 $. Entorn del 2,2% de les famílies i el 4% de la població estaven per davall del llindar de pobresa.

## Poblacions més properes
El següent diagrama mostra les poblacions més properes.